# Tenente Jardim
Tenente Jardim é um bairro bimunicipal localizado entre a Zona Norte do município de Niterói e o distrito de Sete Pontes, no município de São Gonçalo. Está na região do Leste Metropolitano, no Estado do Rio de Janeiro. 

## Localização
Existe uma parte do bairro que fica no território da cidade de São Gonçalo. O bairro é dividido pelo Rio Bomba. Faz limites com os bairros Venda da Cruz, Morro do Castro (em São Gonçalo) e Engenhoca (em Niterói). A Rua Doutor March, a principal do bairro, funciona como uma via alternativa à Alameda São Boaventura, no bairro do Fonseca, para quem vem de São Gonçalo e Itaboraí rumo ao centro de Niterói.

## História
O bairro cresceu onde existiu a fazenda pertencente à família Jardim: Juvenal Jardim (Tenente da Marinha do Brasil) e a sua mulher, uma francesa de nascimento. Estabelecidos no final do século passado, o casal residia no prédio onde mais tarde se instalaria o Colégio Monsenhor Uchôa. A fazenda produzia para consumo próprio e o pequeno excedente era comercializado nas imediações. Uma pequena fração foi doada para a construção da Igreja de São João Batista, que transformou-se no núcleo original de povoamento do bairro.
O antigo caminho usado para escoamento dos excedentes agrícolas, que saindo da fazenda descia em direção à rua Dr. March, transformou-se na principal via de acesso ao bairro, urbanizada e pavimentada por interferência direta do Comando do antigo 3º Regimento de Infantaria, atual 3º BI (Batalhão de Infantaria) . A unidade militar sempre usou o Morro do Castro – situado entre o Fonseca e o Baldeador, e alcançado através de Tenente Jardim - como área de exercícios. Da ocupação radial desta via surgiu, efetivamente, o traçado urbano do bairro, que foi sendo ocupado lentamente. Esta ocupação atingiu o seu apogeu por volta de 1950, quando veio a se consolidar o desmembramento da fazenda. 
Aos moradores fixados há tempos, progressivamente juntam-se os seus descendentes e os poucos terrenos disponíveis não são suficientes para atender a demanda. Vale lembrar, que do ponto de vista geográfico, o bairro está localizado em um vale, o que também serve para reduzir a oferta de terrenos para a construção. 